# Trois colombes
 (décembre 2013).
Si vous disposez d'ouvrages ou d'articles de référence ou si vous connaissez des sites web de qualité traitant du thème abordé ici, merci de compléter l'article en donnant les références utiles à sa vérifiabilité et en les liant à la section « Notes et références ».
Trois colombes est une expression politique canadienne qui fait référence à trois hommes politiques libéraux et québécois qui furent rédacteurs de Cité Libre et qui se lancèrent en politique fédérale à l'invitation de Lester B. Pearson en septembre 1965. En effet, le 10 septembre 1965, Jean Marchand, Gérard Pelletier et Pierre Elliott Trudeau convoquent la presse et confirment une rumeur indiquant qu'ils se présentent aux élections fédérales dans le parti libéral.
Si Jean Marchand et Gérard Pelletier se font vite discrets, ce n'est pas le cas de Pierre Elliott Trudeau qui devient vite ministre de la Justice, puis premier ministre du Canada dès 1968. L'expression est du journaliste montréalais Jean V. Dufresne.